# 光り合う生命。-心に寄り添う。2-
『光り合う生命。－心に寄り添う。2－』（ひかりあういのち。こころによりそう。2）は、ARI Production製作による2019年8月30日公開のドキュメンタリー日本映画。

## 概要
幸福の科学の劇場映画としては第16作目。映画「心に寄り添う。」のシリーズ第2弾のドキュメンタリー映画。「生きるとは？」をテーマにしており、幸福の科学の教育機関「HSU（ハッピー・サイエンス・ユニバーシティ）」で2019年1月に開かれた特別授業から、人生経験が豊かなシニア世代の4人の人生を振り返りながら、そのテーマを追う内容。
前作と同じく、幸福の科学総裁の大川隆法が企画をし、希島凛がナビゲーター出演している。配給は東京テアトル。
2019年7月18日、映画情報の最初のマスコミリリースがなされ、監督や出演者・予告編動画・場面写真、映画封切公開日が公表される。
2019年8月1日に追加の映画情報がマスコミリリースされる。 
公開直前の2019年8月24日25日に、幸福の科学系ラジオ番組天使のモーニングコールで監督 奥津貴之のインタビューが放送された。

### 公開
2019年8月30日に公開、日本国内の映画館41館で公開。
初日舞台あいさつが渋谷のヒューマントラストシネマ渋谷で行われた。監督 奥津貴之、出演の希島凜・渡辺優凛のほか、主題歌を歌う篠原紗英も登壇し主題歌を歌った。

## 登場人物
希島凛
ドキメンタリーのナビゲーター役。
渡辺 優凛
ナビゲートの補佐役。

### 人生を振り返る4人
平野 邦男
1947年生まれの写真家。自身の人生経験から「自分の人生は、自分で設計してつくり上げるもの」という考えを披露する。
竹尾あけみ
1954年生まれの事業家。徳島の阿波踊り「幸福の科学連」の連長として徳島県の地域興しに貢献する。
朝邉 泰子
1954年生まれ、日本語教師。若いころ20歳代で重症筋無力症を患いながらも、50歳で病気を克服し日本語教師になり世界各地で活躍する。
藤田喜美子
1923年生まれ。6年まえの90歳の時に幸福の科学に入会し、学び続けることで若さを取り戻し、卓球を始め体を使うことでさらに生き抜く喜びを得てゆく。

## スタッフ
- 監督：奥津貴之
- 企画：大川隆法
- 総合プロデューサー：濱田勇作
- プロデューサー：橋詰太奉
- 音楽：水澤有一
- 音楽協力：田畑直之（MIZ Music Inc.）
- 撮影：山田浩範
- 編集：田葉井健二
- 衣装・ヘアメイク：柳田実佳
- 主題歌：篠原紗英
- 製作会社：ARI Production
- 製作協力：幸福の科学、学校法人幸福の科学学園、ニュースター・プロダクション
- プロダクション協力：東映ラボ・テック、東映デジタルセンター
- 配給：東京テアトル

## 監督・出演者インタビュー
- 2019年7月30日、幸福の科学出版 月刊女性誌「Are You Happy?（アー・ユー・ハッピー?）」2019年9月号で、出演者インタビューが掲載された[19]。
- 2019年8月1日、映画情報WebSite「CINEMATOPICS」に掲載されキャストからのコメントも紹介された[20]。

- 2019年8月24日、幸福の科学系ラジオ番組「天使のモーニングコール」で監督 奥津貴之のインタビューが放送された[21][22]。この放送分のほかに未放送分の追加分も公開された[23]。

## 受賞歴
- ヒューストン国際映画祭 2019年 長編ドキュメンタリー部門 ブロンズ賞
- ニース国際映画祭 2019年 長編ドキュメンタリー映画編集賞

## 主題歌・挿入歌
- 主題歌・メインテーマ「光り合う生命。」

作詞・作曲：大川隆法
編曲：水澤有一
歌：篠原紗英
- 挿入歌「青春の輝き」

作詞・作曲：大川隆法
編曲：水澤有一
歌：堀内圭三

## 音楽ソフト
- CD『光り合う生命。-心に寄り添う。2-』メインテーマ

楽曲リスト：
1. 光り合う生命。(ボーカル入り)
2. 光り合う生命。(インストゥルメンタル)
レーベル：ARI MUSIC （発刊元：アリ・プロダクション、販売：幸福の科学出版）
型番： C 473
発売日：2019年3月23日
EAN 4582316051168、JAN 4582316051168、ASIN B07PGX7KXV
- CD『光り合う生命。-心に寄り添う。2-』オリジナル・サウンドトラック

2枚組CD
楽曲リスト
Disc.1 収録時間：31分26秒
1. 光り合う生命。(ボーカル入り)
2. 青春の輝き(ボーカル入り)
3. 光り合う生命。(ピアノバージョン)
4. 光り合う生命。(インストゥルメンタル)
5. 青春の輝き(インストゥルメンタル)
Disc.2
1. たゆとう光
2. Energies
3. Hope direction
4. 歩いていこう
5. 聖霊の歌
レーベル：ARI MUSIC（発刊元：アリ・プロダクション、販売：幸福の科学出版）
型番： C 480
発売日：2019年7月18日
EAN 4582316051267、JAN 4582316051267、ASIN B07T4MSMFR

## 映像ソフト
- DVD『ドキュメンタリー映画「光り合う生命。―心に寄り添う。2―」』

収録時間：本編(90分)＋予告編(1分)
レーベル：ARI Production、販売元：幸福の科学出版
型番：K 1257
発売日：2020年8月25日
EAN 4582316051540、JAN 4582316051540、ASIN B08FCRJYXX
- Amazon Prime Video などで配信中。

ASIN B08FWVHM25